# Liste de programmes de recherche d'exoplanètes
Cet article présente une liste (aussi exhaustive que possible) de  projets de recherche d'exoplanètes.

## Projets basés au sol

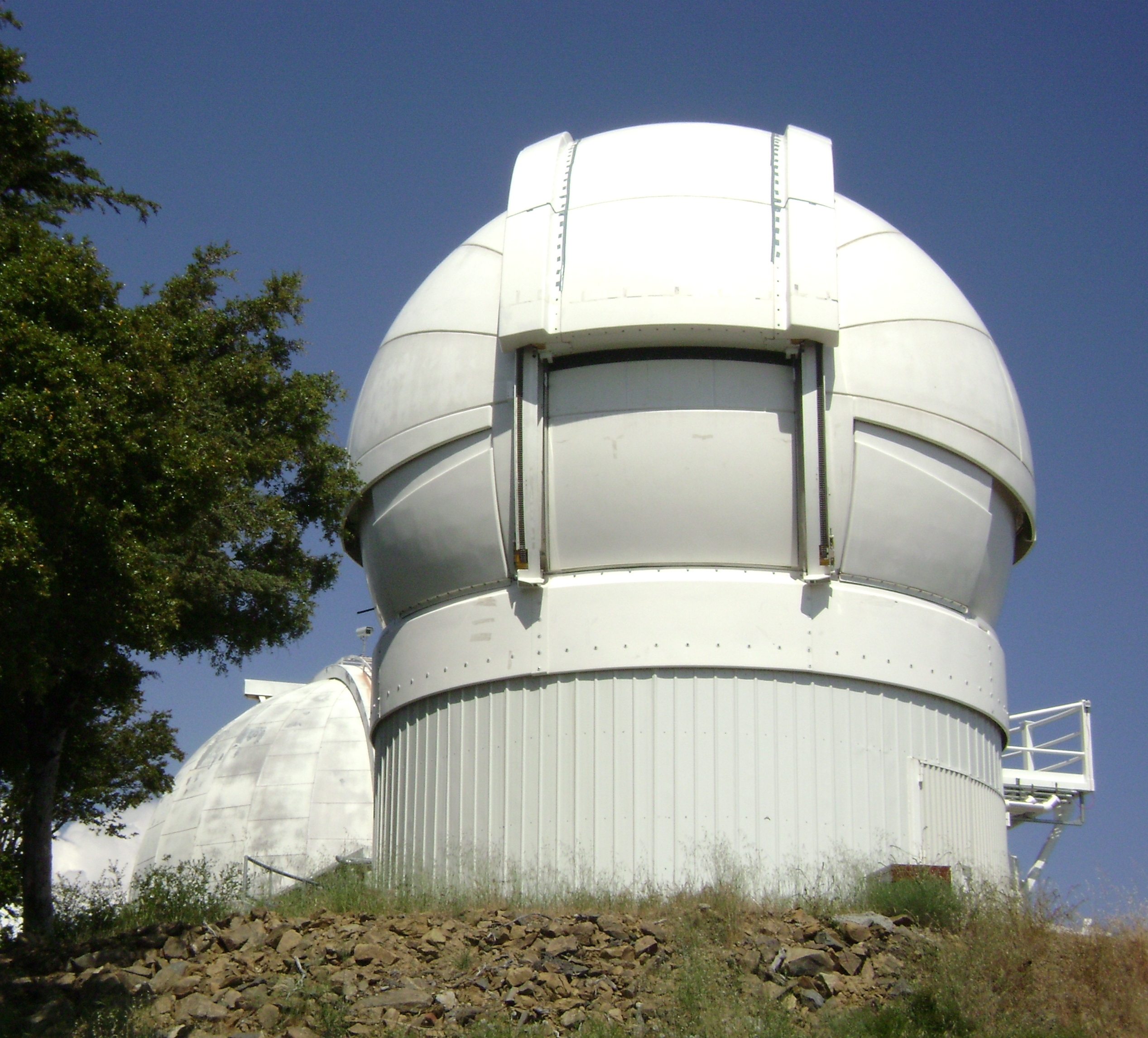
Dôme du Automated Planet Finder

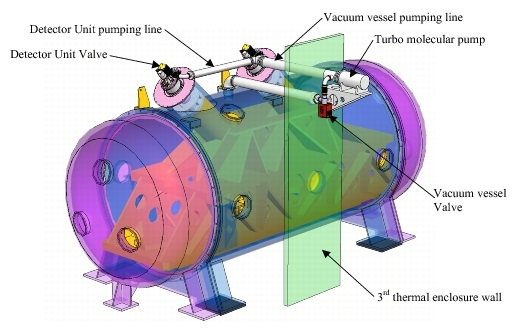
Spectographe d'ESPRESSO

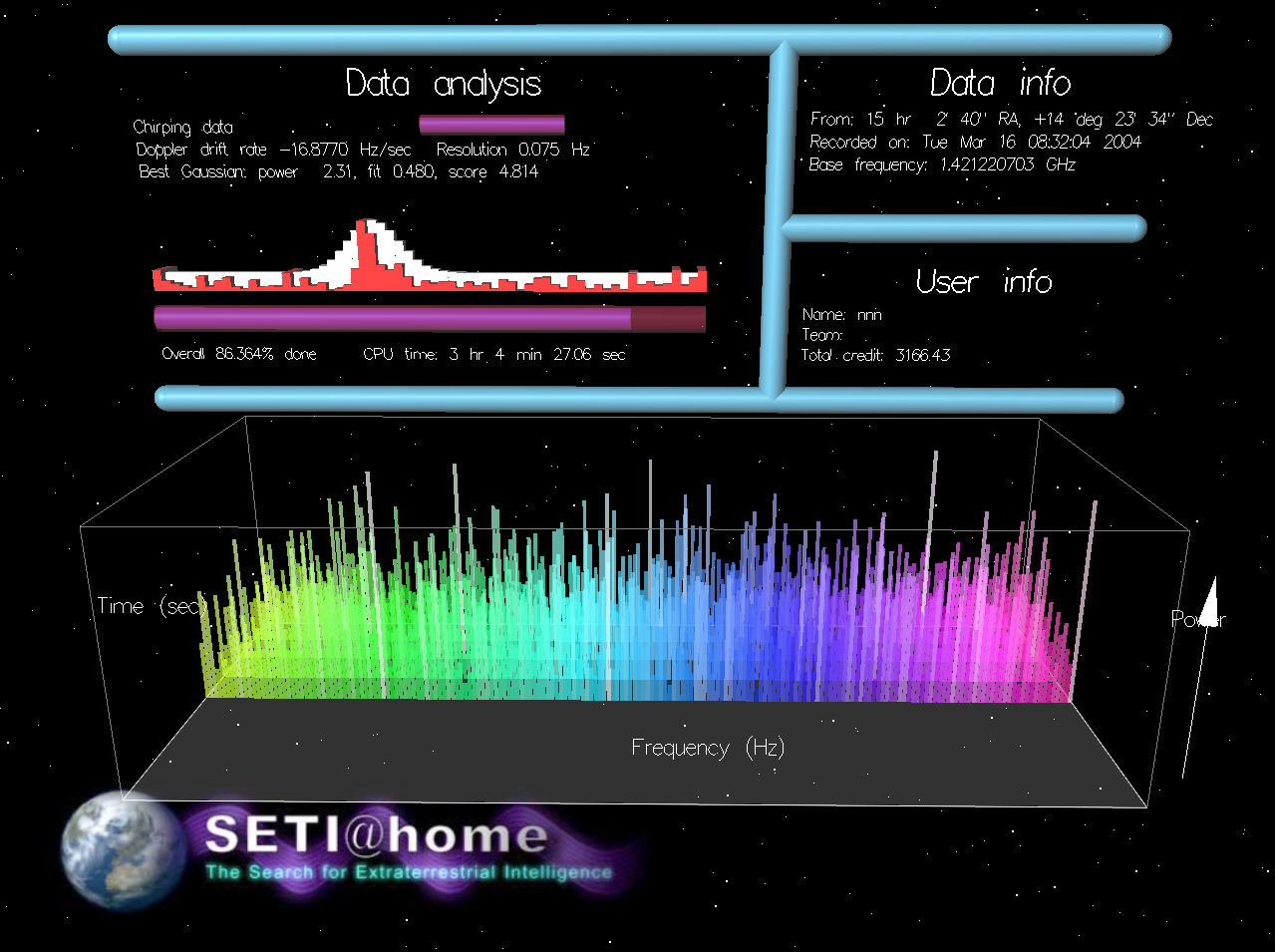
Capture d’écran du programme SETI@home. Version 4.45.

### Passés
- Spectrographe ÉLODIE, installé à l'Observatoire de Haute-Provence de 1993 à 2006, puis remplacé par SOPHIE[1],[2]

### En opération

#### Associations
- East-Asian Planet Search Network (en) (EAPSNET), collaboration de la Chine, de la Corée et du Japon depuis 2005[3]
- N2K Consortium (en), collaboration États-Unis, Chili et Japon depuis 2004[4]
- Microlensing Follow-Up Network (en) (MicroFUN ou µFun), groupe informel d'observateurs depuis 2003[5]
- NASA-UC Eta-Earth, groupe de chercheurs[6]
- PlanetQuest, projet de calcul distribué[7]
- Systemic (en), un projet amateur[8]

#### Programmes ou instruments liés à des observatoires
- Anglo-Australian Planet Search (en) (AAPS), installé à l'Observatoire astronomique australien depuis 1998[9]
- Observatoire Lick (États-Unis)
  - Automated Planet Finder (APF), depuis 2014[10]
  - Fiber-Optic Improved Next-Generation Doppler Search for Exo-Earths (FINDS Exo-Earths), depuis 2009[11]
- Spectrographe CORALIE, installé sur le télescope suisse Leonhard Euler à l'observatoire de La Silla au Chili[12]
- Gemini Planet Imager (GPI), à l'observatoire Gemini (Hawaï, États-Unis) depuis 2013[13]
- Geneva Extrasolar Planet Search (en) (Observatoire de Genève), à Versoix (Suisse)
  - High Accuracy Radial velocity Planet Searcher (HARPS), installé à l'observatoire de La Silla[14],[15] depuis 2003[16]
  - High Accuracy Radial velocity Planet Searcher for the Northern hemisphere (HARPS-N), au Telescopio Nazionale Galileo depuis 2012[17]
- Université Harvard (États-Unis)
  - Projet HATNet (HATNet), basé au Harvard-Smithsonian Center for Astrophysics depuis 1999[18]
  - Hunt for Exomoons with Kepler (en) (HEK), affilié au Harvard-Smithsonian Center for Astrophysics et productif depuis 2011[19]
  - Projet MEarth, à l'observatoire Fred Lawrence Whipple, productif depuis 2009[20]
  - Search for Extra-Terrestrial Intelligence (SETI), depuis les années 1960
- Télescope Subaru (Hawaï, États-Unis)
  - High-Contrast Coronographic Imager for Adaptive Optics (HiCIAO), depuis 2006[21]
  - Strategic Explorations of Exoplanets and Disks with Subaru (en) (SEEDS), depuis 2009[22]
- Observatoire W. M. Keck (Hawaï, États-Unis)
  - High Resolution Echelle Spectrometer (en) (HIRES)[23] ,[24]
  - Lick–Carnegie Exoplanet Survey (en) (LCES), depuis 1987[25]
- Kilodegree Extremely Little Telescope (KELT), États-Unis depuis 2005[26] et Afrique du Sud depuis 2009[27]
- Magellan Planet Search Program, sur les télescopes Magellan (Chili) depuis 2002[28],[29]
- Sloan Digital Sky Survey, à l'observatoire d'Apache Point (États-Unis) depuis 2000[30]
- Micro-arcsecond University of Sydney Companion Astrometry (MUSCA) de l'université de Sydney (Australie) depuis 2012[31]
- Microlensing Observations in Astrophysics (MOA), collaboration entre des chercheurs de Nouvelle-Zélande et du Japon[32]
- Le Next-Generation Transit Survey (NGTS), à Paranal (ESO/Chili)
- Okayama Planet Search Program (en) (OPSP) à l'Observatoire astrophysique d'Okaya (ja), de l'Observatoire astronomique national du Japon, Kurashiki (Japon) depuis 2001[33]
- Optical Gravitational Lensing Experiment (OGLE), à l'université de Varsovie (Pologne) depuis 1992[34]
- PlanetPol (en), au télescope William Herschel (Espagne), productif depuis 2012[35]
- Observatoire du Mont Palomar (États-Unis)
  - Project 1640 (en) depuis 2008[36]
  - Palomar High-precision Astrometric Search for Exoplanet Systems (PHASES) au Palomar Testbed Interferometer (en) ; productif depuis 2004[37]
- PRL Advanced Radial-velocity All-sky Search (en) (PARAS), du Physical Research Laboratory (en) (Inde) depuis 2010[38]
- pre-OmegaCam Transit Survey (POTS)
- Spectrographe pour l’observation des phénomènes des intérieurs stellaires et des exoplanètes (SOPHIE) basé à l'Observatoire de Haute-Provence depuis 2006[39]
- SuperWASP (WASP), aux observatoire du Roque de los Muchachos et South African Astronomical Observatory productif depuis 2006[40]
- Trans-Atlantic Exoplanet Survey (TrES), instruments situés dans trois observatoires : l'observatoire Lowell, l'observatoire du Mont Palomar et ceux des îles Canaries (l'observatoire du Teide, île de Tenerife, et l'observatoire du Roque de los Muchachos, île de La Palma) ; productif depuis 2004[41]
- Télescope XO (en) (XO), (Hawaï, États-Unis) ; utilisé par le projet XO (en) et productif depuis 2006[42]
- Very Large Telescope, Observatoire du Cerro Paranal (Chili) de l'Observatoire européen austral
  - Echelle SPectrograph for Rocky Exoplanet- and Stable Spectroscopic Observations (ESPRESSO), installé au VLT, devrait être offert à la communauté à l'automne 2018[43]

### Planifiés
* Exoplanet imager for the E-ELT (EPICS), basé au European Extremely Large Telescope (Chili) de l'Observatoire européen austral et opérationnel en 2018[Quoi ?]
- Very Large Telescope, Observatoire du Cerro Paranal (Chili) de l'Observatoire européen austral
  - ZIMPOL/CHEOPS (en)[45]

## Missions spatiales

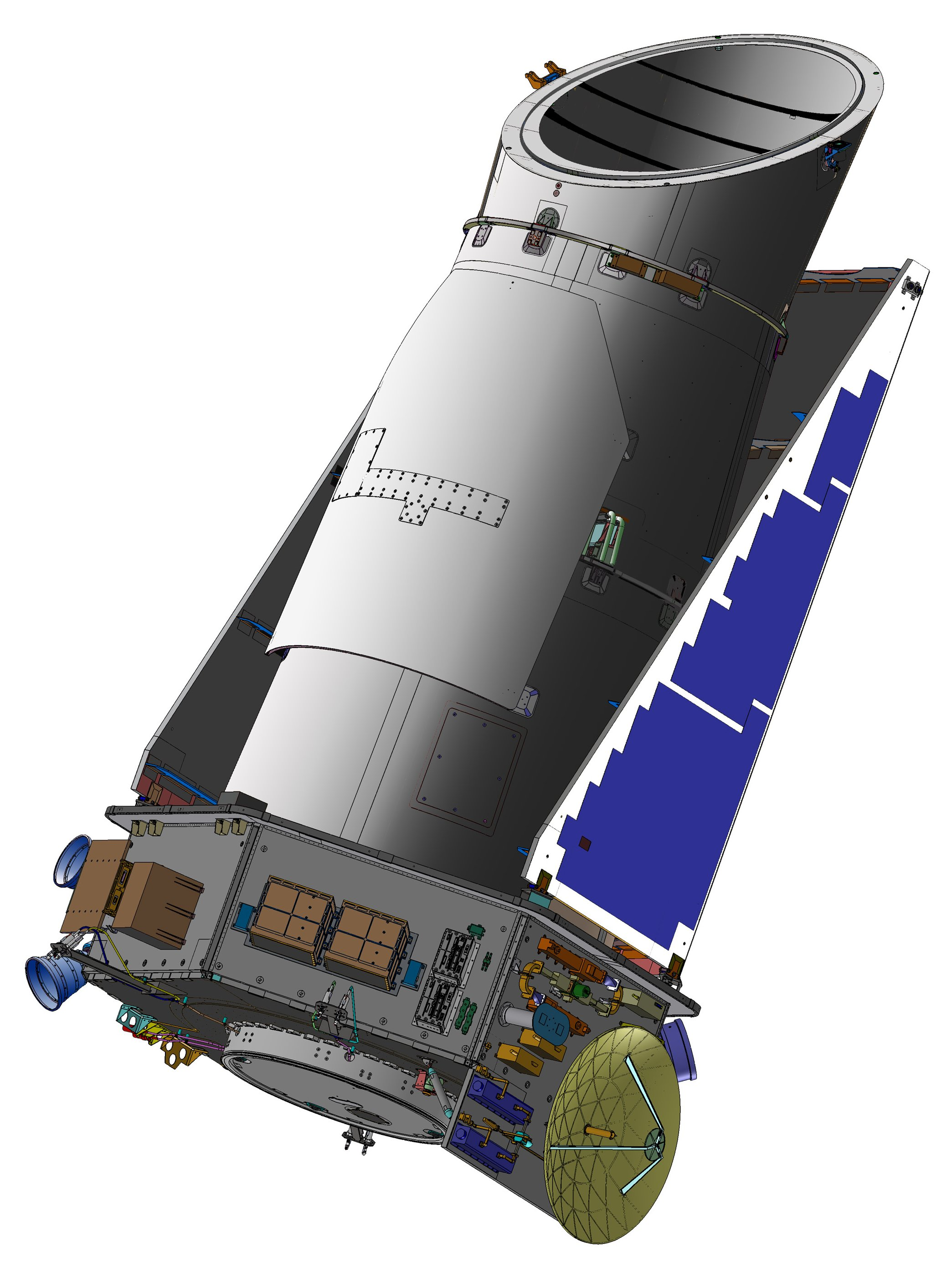
Le télescope spatial Kepler.

### Passées
- Sagittarius Window Eclipsing Extrasolar Planet Search (en) (SWEEPS), basée sur Hubble (États-Unis et Agence spatiale européenne), 2006[46].
- Télescope CoRoT (France et Agence spatiale européenne) – lancé le 27 décembre 2006, mission terminée en 2013[47]
- Sonde spatiale EPOXI, utilisant Deep Impact (États-Unis) – de 2008 à 2013[48]

### En cours
- Télescope spatial MOST (Canada) – lancé le 30 juin 2003[49]
- Télescope spatial Kepler du programme Exoplanet Exploration (ExEP) (États-Unis) – lancé le 7 mars 2009[50]
- Satellite Gaia de l'Agence spatiale européenne – lancé le 19 décembre 2013[51]
- Télescope spatial Transiting Exoplanet Survey Satellite (TESS) (États-Unis) – lancé le 18 avril 2018
- Télescope spatial CHEOPS (Suisse et Agence spatiale européenne) – lancé le 18 décembre 2019[52]

### À venir
- Télescope spatial James-Webb (États-Unis, Canada et Agence spatiale européenne) – lancé en 2021[53]
- Observatoire spatial PLATO de l'Agence spatiale européenne – lancement prévu en 2024[54]
- Télescope spatial infrarouge Wide Field Infrared Survey Telescope (WFIRST) du programme Exoplanet Exploration (ExEP) – lancement prévu en 2025[55]

### Proposées
- Télescope spatial Advanced Technology Large-Aperture Space Telescope (en) (ATLAST), du Space Telescope Science Institute (États-Unis)[56]
- Programme Explorer de la NASA (États-Unis)
  - Télescope spatial Exoplanetary Circumstellar Environments and Disk Explorer (en) (EXCEDE)[57]
  - Observatoire spatial Fast Infrared Exoplanet Spectroscopy Survey Explorer (FINESSE)[58]
- Occulteur spatial Mission New Worlds, du NASA Institute for Advanced Concepts (États-Unis)[59]
- Observatoire spatial PEGASE (en), du Centre national d'études spatiales (France)[60]

### Annulées
- Satellite Eddington, mission annulée en 2003[61]
- Télescope spatial Darwin, annulé en 2007[62]
- Télescope spatial Terrestrial Planet Finder, annulé en 2007[63]
- Télescope spatial Space Interferometry Mission, annulé en 2010[64]
- Télescope spatial Exoplanet Characterisation Observatory (EChO), du programme Cosmic Vision de l'Agence spatiale européenne, annulé en 2014[65]

## Source
- (en) Cet article est partiellement ou en totalité issu de l’article de Wikipédia en anglais intitulé « List of exoplanet search projects » (voir la liste des auteurs).